# Діти капітана Кідда
«Діти капітана Кідда» (англ. Captain Kidd's Kids) — американська короткометражна кінокомедія режисера Хела Роача 1919 року.

## Сюжет
Гарольд напередодні свого весілля непогано напився. В результаті весілля скасоване, а наречена з її мамою вирушають на пароплаві відпочивати. Гарольд пускається за ними.

## У ролях
- Гарольд Ллойд — хлопець
- Бібі Данієлс — дівчина
- Снуб Поллард — камердинер
- Фред С. Ньюмейєр — Ах Нікс (китайський кок)
- Гелен Гілмор — мати дівчини
- Чарльз Стівенсон — слуга
- Семмі Брукс — пірат
- Марія Москвіні — пірат
- Ной Янг — пірат